# Resta anche domani
Resta anche domani (If I Stay) è un film del 2014 diretto da R. J. Cutler.
Film drammatico statunitense, basato sull'omonimo romanzo di Gayle Forman.

## Trama
Mia Hall pensava che la scelta più difficile da affrontare sarebbe stata quella tra l'adempimento dei suoi sogni musicali e la prosecuzione della storia d'amore con Adam, il ragazzo con cui condivide una forte e sincera passione. Mentre racconta agli spettatori la propria vicenda, però, Mia è in coma. Sulla scena, la sua anima si aggira per le stanze dell'ospedale, invisibile agli altri, e rammenta gli ultimi mesi trascorsi.
L'incidente che l'ha costretta in fin di vita è stato fatale a sua madre Kat, al padre Denny e al fratellino Teddy. Immersa in un quadro drammatico, la ragazza - così come si esprime attraverso il doppio in una imprecisata realtà, sospesa tra la vita e la morte - è tentata di lasciarsi andare, non trovando una ragione per cui valga la pena rimanere al mondo. Il racconto della voce fuori campo procede, si snoda attraverso la storia d'amore con Adam e le relazioni con le persone care, come il nonno, che la veglia al suo capezzale, o l'amica Kim.
Prima dell'incidente, Mia e Adam si sono lasciati, consci di dover rinunciare al loro legame. Cresciuti entrambi a Portland, nell'Oregon, si trovano di fronte a strade che sembra debbano necessariamente separarsi. Lei, provetta violoncellista e teenager all'ultimo anno di scuola, progetta infatti di andare a vivere a New York, qualora l'audizione alla Juilliard School dovesse dare un esito positivo, e Adam riscuote un crescente successo come cantante rock, acclamato nei locali della costa nord-occidentale.
Ora, tuttavia, Adam accorre in ospedale, pregando Mia di non abbandonarlo, e leggendole la lettera in cui la Julliard le comunica di essere stata accettata. Adam le dice di volerla seguire a New York e Mia, scoprendo nell'amore del giovane lo stimolo per continuare a vivere, si sveglia.

## Riconoscimenti
- 2015 - Teen Choice Awards[1]
  - Miglior film drammatico
  - Miglior attrice in un film drammatico a Chloë Grace Moretz